# Stop łożyskowy
Stopy łożyskowe – stopy metali wykorzystywane do wylewania panewek łożysk ślizgowych  charakteryzujące się zazwyczaj następującymi cechami:
- niewielką rozszerzalnością cieplną w zakresie temperatur pracy łożyska
- dobrą przewodnością termiczną
- odpornością na ścieranie
- małym współczynnikiem tarcia
- zdolnością pochłaniania niewielkich obcych cząsteczek i możliwością dopasowywania się do powierzchni czopa
- odpornością na kwasy znajdujące się w niektórych smarach.
- średnią odpornością na korozję.

## Rodzaje stopów łożyskowych
Powyższe właściwości można osiągnąć dzięki dobraniu specyficznego składu stopu. Najczęściej są to stopy cynowe, stopy cynowo-ołowiowe, stopy bezcynowe na osnowie ołowiowej, brązy cynowe, brązy ołowiowe, stopy aluminium. Dokładny ich skład określają normy.
Do najważniejszych stopów łożyskowych należą:
- Stopy cynowe – zawierające 80–90% cyny, 4–13% antymonu i 3–6% miedzi. Struktura stopu składa się z miękkiej osnowy tworzonej przez igłowate kryształy fazy Cu6Sn5, z twardymi wydzieleniami Sn3Sb2. Polska Norma PN-82/H-87111 specyfikuje dwa stopy tego typu, Ł89 (SnSb8Cu3) oraz Ł83 (SnSb11Cu6). Łożyskowe stopy cynowe używane są na łożyska do dużych silników wysokoprężnych.
- Stopy cynowo-ołowiowe – zawierające orientacyjnie 5–20% cyny, 60–85% ołowiu, 5–17% antymonu i do 3% miedzi oraz domieszki niklu, arsenu i kadmu. Polska Norma specyfikuje Ł16 (PbSn16Sb16Cu2), Ł10As (PbSn10Sb14Cu3As) i Ł6 (PbSn6Sb6). Stopy te są tańsze od cynowych, lecz posiadają gorsze własności wytrzymałościowe i cieplne. Stosowane są na łożyska słabiej obciążone i mniej odpowiedzialne.

Do budowy łożysk ślizgowych obecnie powszechnie wykorzystuje się intermetale. Mają one lepsze właściwości w stosunku do dawniej stosowanych łożysk na osnowie ołowiu (babbity) itp. Ważną rolę pełni w nich  tzw. przegroda niklowa zapobiegająca migracji poszczególnych składników intermetalu do innych jego segmentów.